# Petra Heß

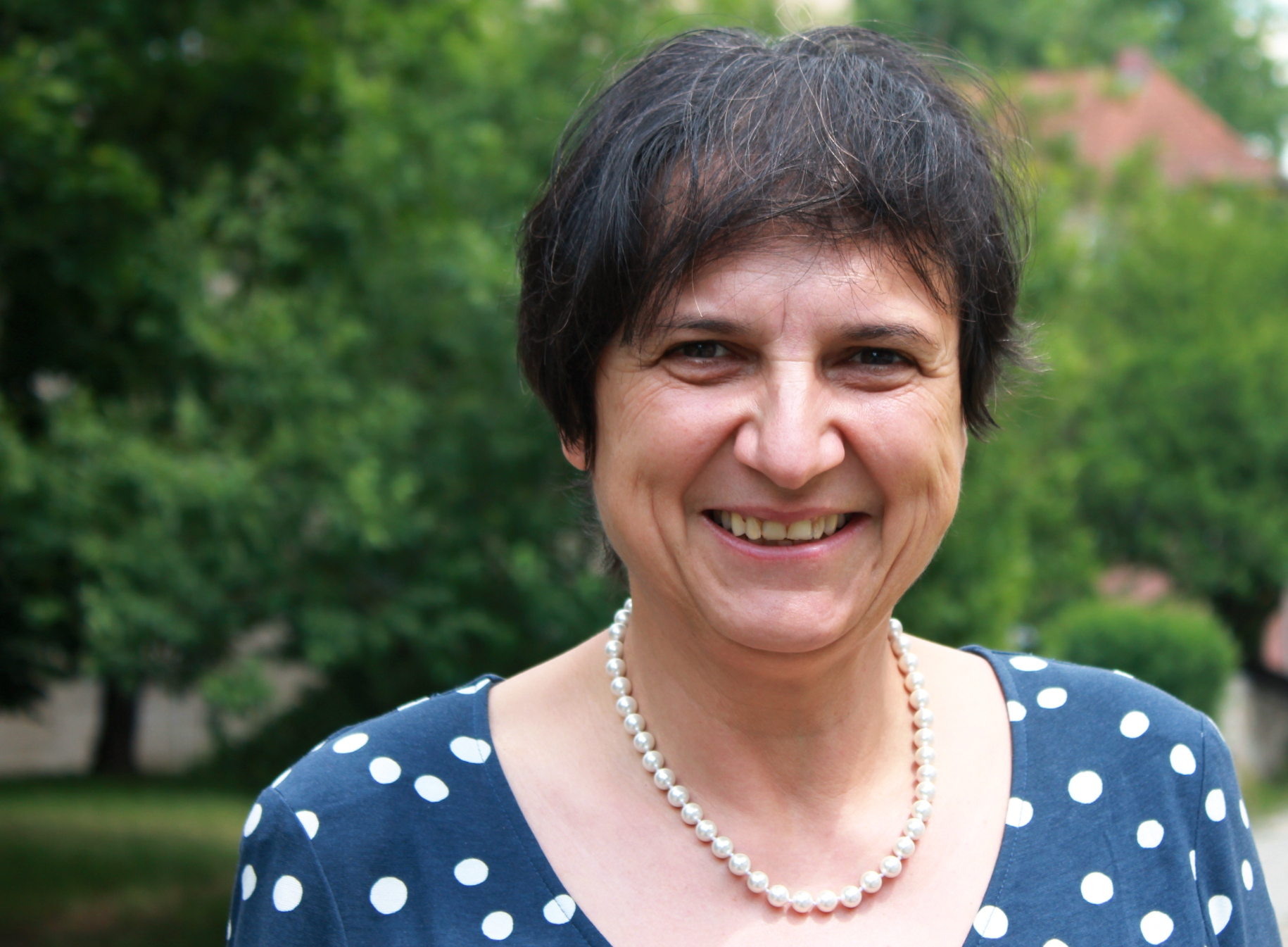
Petra Heß (Juni 2011)

Petra Heß (* 27. März 1959 in Reichenbach im Vogtland) ist eine deutsche Politikerin (SPD). Sie war von 1999 bis 2002 Abgeordnete im Thüringer Landtag und von 2002 bis 2009 Mitglied des Deutschen Bundestages. Von Oktober 2010 bis April 2015 war sie im Thüringer Ministerium für Soziales, Familie und Gesundheit als Ausländerbeauftragte tätig.

## Leben und Beruf
Nach dem Schulabschluss an einer Polytechnischen Oberschule (POS) in Erfurt im Jahr 1975 besuchte Petra Heß bis 1978 die Pädagogische Fachschule für Kindergärtnerinnen in Gotha. Anschließend war sie bis zum Jahr 1987 als Kindergärtnerin tätig. In den Jahren 1987 bis 1991 arbeitete sie als Kulturreferentin und war schließlich von 1991 bis 1999 Mitarbeiterin eines Bundestagsabgeordneten. Nach ihrem Ausscheiden aus dem Bundestag ist sie seit 2009 Inhaberin einer Beratungsgesellschaft in Berlin. Vom 1. Oktober 2010 bis April 2015 war sie Ausländerbeauftragte des Freistaates Thüringen. Eines ihrer Ziele in ihrer Funktion als Ausländerbeauftragte war es, den Titel „Ausländerbeauftragte“ in „Integrationsbeauftragte“ umzubenennen.
Im September 2015 wurde bekannt, dass Petra Heß, die zwischenzeitlich ihren Arbeitgeber, das Thüringer Ministerium für Soziales, Familie und Gesundheit auf Weiterbeschäftigung verklagt hatte, mit einem neuen Posten versorgt werden soll. SPD-Landeschef Bausewein setze sich für einen neuen Job in der Thüringer Landesvertretung in Berlin ein, den Petra Heß dann auch im September 2016 erhielt.
Nachdem sie bei der Bundestagswahl 2017 zum dritten Mal gegen Tankred Schipanski verloren hatte, kündigte Heß an, dass sie sich nun aus der Politik zurückziehen werde.
Petra Heß ist verheiratet und hat einen Sohn, sie lebt in Crawinkel.

## Partei
Sie trat im Jahr 1990 in die SPD ein und gehört seit 1991 dem SPD-Landesvorstand von Thüringen an.
Im Jahr 1995 sorgte sie für Aufsehen, als sie auf dem Mannheimer Parteitag Oskar Lafontaine nach dessen kämpferischer Rede vom Rednerpult zur Kandidatur für den Parteivorsitz und damit zum Sturz Rudolf Scharpings aufrief, was Lafontaine dann auch erfolgreich tat.
In den Jahren 1997 bis 2008 war sie stellvertretende SPD-Landesvorsitzende. Sie war von 2008 bis 2014 Vorsitzende des SPD-Kreisverbandes Gotha.
Von 2014 bis 2018 war sie Schatzmeisterin der SPD Thüringen.
Parteiintern ist Petra Heß nicht unumstritten. Nachdem sie sich während ihrer Amtszeit als Ausländerbeauftragte gegen ein Asylbewerberheim in ihrem Heimatort Crawinkel ausgesprochen hatte, distanzierten sich die Jusos Thüringen in einem Offenen Brief.
Bei der Aufstellung der Landesliste der Thüringer SPD zur Bundestagswahl 2017 wählten die Delegierten Petra Heß nur auf Platz vier, obwohl der Landesvorstand sie für den aussichtsreichen Platz zwei vorgesehen hatte. Diesen verlor sie an die politisch noch unerfahrene Elisabeth Kaiser, für die sich gleich mehrere Redner auf dem Parteitag ausgesprochen hatten. Da die SPD in Thüringen nur auf drei Mandate kam, verfehlte Heß den Einzug in den Bundestag; auch als Direktkandidatin für den Bundestagswahlkreis Gotha – Ilm-Kreis errang sie kein Mandat.

## Abgeordnete
In den Jahren 1999 bis 2002 gehörte Petra Heß dem Thüringer Landtag an und war dort Vorsitzende des Ausschusses für Soziales, Familie und Gesundheit.
Sie war von 2002 bis 2009 Mitglied des Deutschen Bundestages und gehörte als ordentliches Mitglied dem Verteidigungsausschuss und dem Sportausschuss und als stellv. Mitglied dem Petitionsausschuss an. Sie war außerdem Mitglied im Leitungskreis des Seeheimer Kreises. Petra Heß absolviert regelmäßig Wehrübungen und bekleidet den Rang eines Fregattenkapitän der Reserve.
Petra Heß war als direkt gewählte Abgeordnete des Wahlkreises Gotha – Ilm-Kreis in den Bundestag eingezogen. Bei der Bundestagswahl 2005 erreichte sie 37,2 % der Erststimmen. Bei der Bundestagswahl 2009 verlor sie ihr Direktmandat an Tankred Schipanski. Der vierte Platz auf der Landesliste reichte nicht aus, um erneut in den Bundestag einzuziehen, da die SPD in Thüringen lediglich drei Sitze erringen konnte. Auch bei der Bundestagswahl 2013 schaffte sie mit 25 % der Stimmen den Einzug in den Bundestag nicht.
Im September 2012 wurde bekannt, dass Heß im April 2009 über den Kreisverband der SPD Gotha eine Geldspende des Rüstungskonzern Heckler & Koch in Höhe von 3000 Euro angenommen hatte. Dies wurde von der Öffentlichkeit kritisch aufgefasst, da Heß Mitglied im Verteidigungsausschuss war, welcher sich unter anderem mit der Bewaffnung der Bundeswehr beschäftigte. Sie gab zu, dass die Annahme der Spende ein Fehler gewesen sei. Heß begründete die Aktion damit, dass Wahlkämpfe teuer seien und sie durch die Partei angehalten worden sei, Spenden einzuwerben. „Das machen doch alle so. Man fragt, wen man kennt“, so die Politikerin.
Im Zuge der sogenannten „Montblanc-Affäre“ wurde im Jahr 2016 bekannt, dass Petra Heß kurz vor Ende ihrer Abgeordnetentätigkeit vier Füller im Wert von fast 600 Euro auf Staatskosten bestellte.
Sie ist Vorsitzende des Anstaltsbeirates der Jugendstrafanstalt Ichtershausen und Mitglied in verschiedenen kulturellen und sozialen Vereinen, wie z. B. Arbeiterwohlfahrt, Feuerwehrverein Crawinkel, Europäische Akademie Arnstadt, Tivoli-Verein Gotha und dem Kuratorium der Liebfrauenkirche Arnstadt. Ende des Jahres 2008 übernahm sie die Tunnelpatenschaft für den Tunnel Tragberg.

## Veröffentlichungen
- Petra Heß, Christoph Kloft (Hrsg.): Der Mauerfall – 20 Jahre danach. Rhein-Mosel-Verlag, Zell/Mosel 2009. ISBN 978-3-89801-045-0.